# مصطفى ماهر
مصطفى ماهر (1936 -2021) هُو مترجم مصري وُلد في حي شبرا في العاصِمَة المِصرِيَّة القاهرة، عَمَل معلماً للفرنسية في مدارسة ثانوية في القاهرة، وبدأ الترجمة من الفرنسيَّة، وَكَان ممَّا ترجمه مسرحية «إيفيجينيا» لراسين، لكنّه سرعان مَا توجه إلى الترجمة من الألمانيَّة بدءاً من 1961، وحصل من معهد جوته على دبلوم في اللغة الألمانية في عام 1959، وحصل من جامعة كولونيا على الدكتوراه في «فقه اللغة» في 1962، وعاد إلى القاهرة وأسس قسم اللغة الألمانيَّة في مدرسة الألسن وترأّس القسم من 1965 حتَّى 1987. حصل على «جائزة جامعة عين شمس التقديرية في الآداب» في 1996.
رغم تأثره بالثقافة الألمانية وانفتاحه على الثقافات الأوروبية إلا أنه كان شديد المحافظة في ترجمته خصوصًا في الأشياء المخالفة للثقافة الشرقية، فقد كانت ترجمته لرواية «عاشقات» للأديبة النمساوية إلفريده يلنيك محل نقد عندما استبدل الكلمات المكشوفة ووضع نقاط (…) بدلًا منها في الترجمة، وفي حوار مع موقع «قنطرة» أجراه معه المترجم سمير جريس قال إنه فعل ذلك «لكي تصبح مناسبة للمجتمع الذي سيقدمها فيه». 
تُوفيَّ مصطفى ماهر في يوم الأربعاء 7 أبريل 2021 بَعد أَكثَر من 60 عامًا من الخِدمَة في مَجَالَات الترجمة والتأليف والتدريس.

## التَّعليم
تعلم في المدرسة اللغتين الإنجليزيَّة والفرنسيَّة، ثم التحق بكلية التَّربِيَة، وَبَعد تخرجه عَمَل معلماً للفرنسية في مدارسة ثانوية في القاهرة، سافر إلى مَدِينَة ميونيخ في عام 1958 بَعد أن تعلم الألمانيَّة في في عمر التَّاسِعَة عِشرَة، وَفِي ميونيخ التحق بدورة تدريبية في معهد غوته وَجَامِعَة المدينة، وحصل على دبلوم معلمي اللغة الألمانيَّة وأكمل دراسته في كولونيا حيثُ نال دَرَجَة الدكتوراه في عام 1962، وَفِي العَام نَفسُه عاد مَع زوجته السيدة إلزا إلى القاهرة، وأسس قسم اللغة الألمانيَّة في مدرسة الألسن الَّتِي أصبَحَت بَعد ذَلِك «كلية الألسن» وضُمّت إلى جامعة عين شمس، وترأّس القسم من عام 1965 حتَّى عام 1987.

## مؤلفات
ترجم العديد من الأَعمَال الأدبيَّة والفلسفيّة من وإلى العربيَّة والفرنسيَّة والألمانيَّة، ومنها مسرحيات وروايات من الأدب الألماني والأدب الفرنسيّ، وَتُرجم القرآن الكريم كاملاً إلى الألمانيَّة وهي الترجمة الوحيدة المُعتَمَدة من المَجلِس الأعلى للشئون الإسلاميَّة بمصر، صدرت الطبعة الثانيَّة مِنهَا عام 2007.
- «تاريخ الفلسفة في العصر الوسيط» لآلآن دي ليبرا.
- «القضية - رواية»، تأليف: فرانز كافكا، ترجمة: مصطفى ماهر، 2018.[5]
- «القصر»، تأليف: فرانز كافكا، ترجمة: مصطفى ماهر.
- «لعبة الكريات الزجاجية»، تأليف: هرمان هيسه، ترجمة: مصطفى ماهر، 1998.[6]
- «زيارة السيدة العجوز»، تأليف: فريدريش دورينمات، ترجمة: مصطفى ماهر.
- «قصة شاب»، تأليف هرمان هيسه، ترجمة مصطفى ماهر.دار الكاتب العربي، القاهرة، 1968.[7]
- «بيتر كامينتسند»، تأليف: هرمان هيسه، ترجمة: مصطفى ماهر.
- «بيدرمن ومشعلو الحرائق (روائع المسرح العالمي الجزء 8)»، تأليف: ماكس فريش، ترجمة: مصطفى ماهر.
- «ليتني لم أقابل نفسي اليوم»، تأليف: هيرتا مولر، ترجمة: مصطفى ماهر، هيرتا موللر.
- «العاشقات»، تأليف: إلفريده يلينك، ترجمة: مصطفى ماهر، الهيئة المصرية العامة للكتاب، القاهرة 2006.
- «الحضارة المادية والاقتصاد»، تأليف: فرنان بروديل، ترجمة: مصطفى ماهر.
- «المستبعدون»، تأليف: إلفريده يلينك، ترجمة: مصطفى ماهر.
- «مينافون بارنهلم (روائع المسرح العالمي الجزء 10)»، تأليف: إفرايم ليسينغ، ترجمة: مصطفى ماهر، الهيئة العامة لقصور الثقافة، 2018.
- «إيفجيني»، تأليف: جان راسين، ترجمة: مصطفى ماهر، مراجعة: يحيى الخشاب.
- «الحضارة المادية والاقتصادية الجزء الثاني»، تأليف: فرنان بروديل، ترجمة: مصطفى ماهر.
- «الحضارة المادية والاقتصادية الجزء الثالث»، تأليف: فرنان بروديل، مصطفى ماهر.
- «كاسبار (روائع المسرح العالمي، الجزء 9)»، تأليف: بيتر هاندكه، ترجمة: مصطفى ماهر.
- «النيزك»، تأليف: فريدريش دورينمات، ترجمة: مصطفى ماهر.
- "لقاء فريدريش دورينمات مع أهل الفكر والفن في مصر نوفمبر 1985″، القاهرة، 1989.[8]
- «المؤتمر القومي للترجمة: الماضي، الحاضر، المستقبل»، جامعة عين شمس، كلية الألسن.[9]
- «كلافيجو مأساة»، تأليف: يوهان فولفغانغ فون غوته، ترجمة وتقديم: مصطفى ماهر.
- «الطبق الطائر»، تأليف: رينيه فالليه، ترجمة: مصطفى ماهر.
- «السيدة ميلاني والسيدة مارتا والسيدة جرترود»، تأليف: بريجيت كروناور، ترجمة وتقديم: مصطفى ماهر، 2005.
- «حيل الذكاء: دهاء الإغريق الميتيسى»، تأليف: مارسيل ديتيان وجان بيير فيرنانت، ترجمة: مصطفى ماهر.
- «صفحات خالدة من الأدب الألماني: من البداية حتى العصر الحاضر»، ترجمة وتقديم: مصطفى ماهر، 2010.[10]
- «العم الصغير»، تأليف: شيركو فتح، ترجمة وتقديم: مصطفى ماهر، 2006.
- «نزوة العاشق والشركاء»، تأليف: يوهان فولفغانغ فون غوته، ترجمة: مصطفى ماهر، الدار القومية، القاهرة، 1966.[11]
- «مبادئ علم الجمال»، تأليف: تشارلز لالو، ترجمة: مصطفى ماهر، مراجعة وتقديم: يوسف مراد، المركز القومي للترجمة، 2010.[12]
- «الأقزام العمالقة»، تأليف: جيزيليه السنر، ترجمة: مصطفى ماهر.
- «الإسلام وقضايا الحوار»، تأليف محمود حمدي زقزوق، ترجمة مصطفى ماهر، مكتبة الشروق الدولي، القاهرة، 2004.[13]
- «العدوان، المقاومة الحضارية في حرب لبنان : الدلالات والمآلات»، بالاشتراك مع آخرون، جامعة القاهرة، 2007.[14]
- «مختارات من الأدب القصصى الألمانى العصر الوسيط»، تأليف: مصطفى ماهر، المجلس الأعلى للثقافة، 2009.[15]
- «شيللر - حياته وأعماله»، تأليف: مصطفى ماهر، الهيئة المصرية العامة للكتاب، 2005.[16]
- «قصص ألمانية حديثة»، تأليف: مصطفى ماهر.
- «ألوان من الأدب الألماني الحديث»، بيروت: دار صادر، 1981.[17]
- «حكايات شعبية مصرية»، تأليف: فيلهلم شييتا، مصطفى ماهر (تحقيق ودراسة)، 2013.[18]
- «فلسفة العصر الوسيط»، تأليف: آلان دي ليبرا، ترجمة: مصطفى ماهر، دار شرقيات، 1999.[19]
- «جوتس فون برليشينجن - أور فاوست»، تأليف: يوهان فولفغانغ فون غوته، ترجمة: مصطفى ماهر.
- «رحلة إلى بلاد العرب وما حولها - الجزء الأول : رحلة إلى مصر 1761-1762م»، تأليف: كارستن نيبور، ترجمة: مصطفى ماهر.
- «من حياتي -شعر وحقيقة»، تأليف: يوهان فولفغانغ فون غوته، ترجمة: مصطفى ماهر، 2011.
- «ألوان من الأدب المصري الحديث : في القصة القصيرة، المقال، الشعر»، مصطفى ماهر وحلمي مراد يوسف الشاروني، مؤسسة روز اليوسف، القاهرة، 1979.[20]
- «الدراسات العربية والإسلامية في الجامعات الألمانية»، تأليف: رودى بارت، ترجمة: مصطفى ماهر، 2011.
- «ألمانيا والعالم العربي : دراسات تتناول الصلات الثقافية والعلمية والفنية بين الألمان والعرب»، مصطفى ماهر، وكمال رضوان، بيروت : دار صادر.[21]
- «ثلاث مسرحيات: شتيللا - أخ وأخت - بروميتويس»، تأليف: يوهان فولفغانغ فون غوته، ترجمة: مصطفى ماهر، 2011.
- «تاريخ التكنولوجيا قصة الاختراعات وأشهر المخترعين1»، تأليف: إيجون لارسن، مصطفى ماهر.
- «تاريخ فرنسا الثقافي من العصر الجميل إلى ايمنا هذه»، تأليف: بسكال جوتشيل، وإيمانويليه لواييه، ترجمة: مصطفى ماهر، 2011.[22]
- «مدخل إلى الأدب»، تأليف: أميل فاجيه، مصطفى ماهر (ترجمة، تقديم، شروح)، لجنة البيان العربي، 1958.[23]
- «وقت الأبرياء»، تأليف: زيجفريد لينتس، ترجمة: مصطفى ماهر.
- «التوثيق الإعلامي»، بالاشتراك مع آخرون، دار الإعصار العلمي، 2015.[24]
- «تاريخ التكنولوجيا قصة الاختراعات وأشهر المخترعين 3»، تأليف: إيجون لارسن، ترجمة: مصطفى ماهر.
- «السياسة في الشرق القديم»، تأليف: إيڤ شميل، ترجمة: مصطفى ماهر.
- «نقيب كوبينيك»، تأليف: كارل تسوكماير، عبد السلام إسماعيل (ترجمة وتقديم)، مراجعة: مصطفى ماهر.[25]

## جوائز
- 1996: «جائزة جامعة عين شمس التقديرية في الآداب».[3]

## وصلات خارجية
- رحيل مصطفى ماهر أشهر المترجمين و«أبو الألمانية» في مصر.